# Australian Football League Germany
Australian Football League Germany (AFLG) är den högsta ligan för australisk fotboll i Tyskland.

## Klubbar

### Nuvarande klubbar
| Klub                | Stad      | Klubblåt                                 |
| ------------------- | --------- | ---------------------------------------- |
| Berlin Crocodiles   | Berlin    | "We're a Happy Team at Berlin"           |
| Dresden Wolves      | Dresden   |                                          |
| Frankfurt Redbacks  | Frankfurt | "We're From Spiderland"                  |
| Hamburg Dockers     | Hamburg   | "Dockers Know How to Play"               |
| Munich Kangaroos    | München   | "We are the Kangaroos"                   |
| Rheinland Lions     | Köln      | "The Rheinland Lions Will Take the Flag" |
| Zuffenhausen Giants | Stuttgart |                                          |

### Tidigare klubbar
| Klub                 | Stad       | Klubblåt         |
| -------------------- | ---------- | ---------------- |
| Freiberg Taipans     | Freiberg   |                  |
| Leverkusen Wombats   | Leverkusen |                  |
| Strasbourg Kangaroos | Strasbourg |                  |
| Stuttgart Emus       | Stuttgart  | "We're the Emus" |

### Tyska klubbar som inte tävlar i AFLG
Följande klubbar är aktiva i Tyskland, men tävlar inte i AFLG:
- Heidelburg Knights
- Kiel Koalas
- Leipzig Quokkas

### Anteckningar
1. ↑  Tävlar de i den Czech Australian Football League.
2. ↑  Det kvinnliga laget heter Frankfurt Redcats. Deras klubblåt är "We're the Redcats".[2]
3. ↑  Hemmamatcher har hållits i Köln sedan 2005. Tidigare har matcher spelats i Düsseldorf, därav det tidigare namnet Düsseldorf Lions.
4. ↑  Slås samman med Stuttgart Emus för att bilda Zuffenhausen Giants.
5. ↑  Tävlar nu i franska ligor (ser Australisk fotboll i Frankrike).
6. ↑  I Frankrike.
7. ↑  Slås samman med Freiberg Taipans för att bilda Zuffenhausen Giants.